# Torbeck
Torbeck (em crioulo, Tòbèk), é uma comuna do Haiti, situada no departamento do Sul e no arrondissement de Les Cayes. De acordo com o censo de 2003, sua população total é de 60.012 habitantes.